# Joseph Mayer
Pour les articles homonymes, voir Mayer.
Joseph Gabriel Mayer, né le 18 mars 1808 à Gebrazhofen dans l’arrondissement de Leutkirch im Allgäu et mort le 16 avril 1883 à Munich, est un sculpteur bavarois célèbre pour ses travaux de commandes d'Église et fondateur de la dynastie de maîtres verriers du même nom qui se succédèrent à la tête de la firme Franz Mayer & co.

## Biographie
Joseph Mayer naît dans la famille d'un boulanger bavarois. Comme il est doué en dessin, et en menuiserie, il apprend le métier de menuisier (1825-1828) et de sculpture sur bois. Il fait son tour de compagnon à Munich en 1829, où il travaille deux ans chez un sculpteur ornemental sur bois du nom de Glück. Il dessine des projets architecturaux pendant son temps libre et suit les cours du soir de l'école polytechnique. Il s'inscrit en 1832 aux cours de peinture de Joseph Schlotthauer à l'académie des beaux-arts de Munich. Il fonde son propre atelier en 1836 et en 1844 est chargé d'instruire des apprentis pupilles de la Couronne. Son atelier obtient le privilège de protégé de la Couronne en 1847. Il reçoit de nombreuses commandes de statues, de chemins de croix, de calvaires, etc. de la part des églises de Bavière et de Souabe.
Rapidement une centaine d'ouvriers travaillent à l'atelier Mayer. Catholique convaincu, Mayer fonde une caisse d'entraide et une caisse-maladie pour ses ouvriers. À l'exposition industrielle de Londres de 1851, Mayer présente une sélection de ses productions. Il achète un terrain la même année à l'actuelle Stiglmaierplatz de Munich, où il fait construire de nouveaux ateliers avec une salle d'exposition. Il engage en 1858 le sculpteur Joseph Knabl pour diriger le département sculpture de sa firme. Mayer ouvre une filiale à Londres en 1865 et devient la même année membre fondateur de l'Union munichoise d'art chrétien. Il ouvre aussi un département vitrail dirigé par son fils aîné Joseph et son gendre Franz Xaver Zettler. Louis II de Bavière concède à l'entreprise le titre de fournisseur de la Cour en 1882 et elle signe désormais Königliche Bayerische Hofkunstanstalt.
Il meurt le 16 avril 1883. Son fils puîné Franz Mayer, maître verrier, lui succède.